# Akademia Duchowna w Warszawie
Akademia Duchowna w Warszawie – wyższa szkoła teologiczna, której zadaniem było kształcenie duchowieństwa z Królestwa Kongresowego, utworzona ukazem cesarskim 16 października 1835 roku, w następstwie zamknięcia Królewskiego Uniwersytetu Warszawskiego oraz w miejsce Seminarium Głównego, istniała do 1 lipca 1867 roku.
Akademia miała kształcić nauczycieli religii dla szkół krajowych, profesorów seminariów duchownych, kaznodziejów oraz urzędników konsystorzy diecezjalnych. Językiem wykładowym w Akademii był zasadniczo język polski, jedynie dyplomy wystawiano po łacinie. Przedmioty teologiczne wykładano w języku łaciński, pozostałe w języku polskim. W okresie jej istnienia tytuł kandydata uzyskało 278 osób.
Mieściła się początkowo w gmachu klasztoru franciszkanów przy ul. Zakroczymskiej, a od 1865 roku w gmachu klasztoru karmelitów bosych przy Krakowskim Przedmieściu.